# Canadian Eskimo Dog
Il canadian eskimo dog  è un cane da slitta di origini antiche, certamente derivato dal lupo artico che ha permesso alle popolazioni esquimesi del Canada artico di sopravvivere per secoli in quell'ambiente ostile.
Con l'avvento dei mezzi meccanici e delle motoslitte la razza iniziò un periodo di declino, ma negli anni settanta Il Ministero dell'agricoltura canadese intervenne e radunò 400 esemplari della razza per salvaguardarla. Al contrario della maggioranza di razze canine, questa razza si fonda su una ampia base genetica, per cui la consanguineità e le malattie ereditarie non dovrebbero essere un problema. La razza viene anche chiamata "canadian inuit dog", oppure "qimmiq" (il nome datogli dagli stessi Esquimesi). È un cane primitivo, principalmente da lavoro, che non è da considerarsi come compagno di giochi per la famiglia.
Altezza: maschi da 58 a 70 cm; femmine da 50 a 60 cm. Peso: maschi 30–40 kg; femmine18-30 kg.